# Perditorulus putumayoensis
Perditorulus putumayoensis är en stekelart som beskrevs av Christer Hansson 2004. Perditorulus putumayoensis ingår i släktet Perditorulus och familjen finglanssteklar.
Artens utbredningsområde är Colombia. Inga underarter finns listade i Catalogue of Life.